# Alex van Lynden van Sandenburg
Frederik Alexander Carel (Alex) graaf van Lynden van Sandenburg ('s-Gravenhage, 17 november 1873 - 's-Gravenhage, 25 december 1932) was een Nederlands politicus.
Van Lynden van Sandenburg was de zoon van de staatsman C.Th. van Lynden van Sandenburg. Hij was een eenvoudig, harmonieus en erudiet edelman, een vertrouwensman van Wilhelmina en Juliana.
In 1909 kwam hij voor het district Kampen in de Tweede Kamer, maar keerde daarin in 1913 niet terug. Hij was gedeputeerde en later Commissaris der Koningin in Utrecht. In die laatste functie was hij de contactpersoon tussen Wilhelmina en de ex-keizer van Duitsland. Zijn zwakke hart verhinderde hem veel publieke activiteiten. Van 1928 tot zijn overlijden was hij vicepresident van de Raad van State.
- Biografisch Portaal: 22345013
- Parlement.com: vg09ll32f3xe